# José Ribera Montes
|  | «José Ribera» redirigeix aquí. Vegeu-ne altres significats a «Josep de Ribera». |

José Ribera Montes (l'Alcúdia, 1869-1943) fou un mestre d'escola valencià que exercí durant la major part de la seua vida en Alcoi, on era conegut popularment com «el Mestre Ribera»: allí compta amb un carrer amb el seu nom i una placa en record seu.

## Biografia
Nascut a la Ribera del Xúquer el 24 de novembre de 1869, José Ribera Montes acabà els estudis de magisteri en 1892 i, a l'any següent, en ser destinat a Alcoi començà a impartir classe a l'escola dels baixos de la Casa de la Vila, en la Placeta del Carbó i -eventualment- al Patronat de la Joventut Obrera i a l'Escola d'Arts i Oficis.

### El Col·legi Lluís Vives d'Alcoi
En 1901 fundà, junt amb dos alcoians (el farmacèutic Santiago Vitòria i l'industrial Vicent García Gomis) el Col·legi Lluís Vives, del qual en seria professor vint-i-cinc anys seguits (fins a 1926). El 1904 dos alumnes seus, Ramón Sancho i Rafael Pla guanyaren, respectivament, el primer i el segon premi del Certamen Escolar Provincial d'Alacant: Alfons XIII els lliurà personalment el guardó i obsequià el Mestre amb un rellotge de taula per la seua docència exemplar. En tornar a Alcoi, van ser rebuts amb un cotxe oficial que els va dur a l'ajuntament, on l'alcalde els felicità.

### Les Escoles del Mestre Ribera
L'any 1915, les escoles públiques d'Alcoi es traslladaren a l'edifici municipal del carrer Casablanca, que fou reanomenat Colegio de Primera Enseñanza González-Hontoria en honor del ministre que n'havia cedit la titularitat a l'ajuntament; però, familiarment, es coneixia el lloc com «les Escoles del Mestre Ribera», del qual també en fou el primer director. Allí implantà dos servicis innovadors en l'època: la cooperativa i el jurat d'ètica. La cooperativa era una espècie d'economat sense vigilància on l'alumnat comprava material escolar a preus econòmics, ja que el centre ho havia adquirit prèviament als distribuïdors. El jurat d'ètica estava format per l'alumnat dels cursos superiors i vetlava per l'ordre i el reconeixement entre els mateixos companys, en reunions on «calia parlar en valencià».

### El Grup Escolar Balmes de València
En 1926 va ser traslladat a la ciutat de València per dirigir el Grup Escolar Balmes, on va estar fins a 1937. Casat amb l'alcoiana Rosario Mínguez Ferrer i amb dos fills nascuts allà, la seua vinculació amb Alcoi es va fer oficial a l'any següent, quan va ser nomenat fill adoptiu a proposta dels seus ex alumnes; en 1933 rebé un altre homenatge al Teatre Calderón. En la primavera d'hivern de 1937 se'n tornà al seu poble natal, on encara va donar classe un any sencer abans de jubilar-se, en 1938.

### Depuració
Acabada la Guerra Civil espanyola, des d'Alcoi fou investigat pel seu tarannà liberal, per tindre un gendre republicà i per no simpatitzar amb el regimen franquista: encara que se salvà de majors represàlies per mediació d'ex alumnes i del farmacèutic Vitòria, li amargaren els últims anys de la seua vida fins que morí de càncer en 1943.

## L'escola de Ribera
El cantant alcoià Ovidi Montllor, nascut en 1942 (un any abans de la mort de Ribera), compongué la cançó L'escola de Ribera: el títol fa referència a les escoles del carrer Casablanca, encara que la lletra no parla del llegat del Mestre Ribera, sinó de l'etapa escolar d'Ovidi en aquelles instal·lacions durant el franquisme.